# ایمره سولوشی
ایمره سولوشی (مجاری: Szöllősi Imre؛ زادهٔ ۱۹ فوریه ۱۹۴۱ – درگذشتهٔ ۲۷ دسامبر ۲۰۲۲) ورزشکار اهل مجارستان بود.
وی در مسابقات کشوری و بین‌المللی در مجموع برندهٔ ۱ مدال طلا، ۴ مدال نقره، ۱ مدال برنز شده‌است.